# Ted Hughes

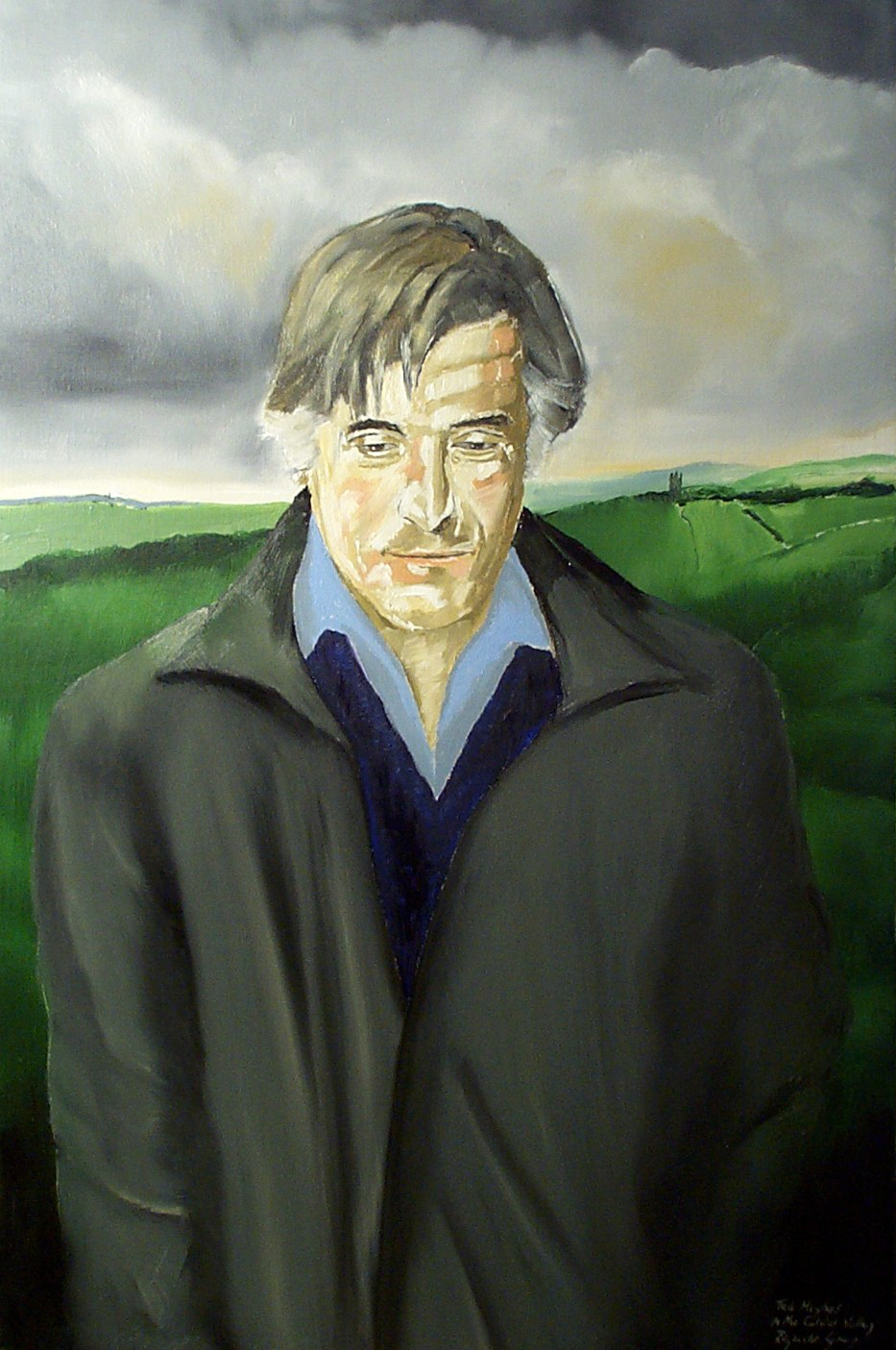
Homage to Ted Hughes, Gemälde von Reginald Gray, 2004, Bankfield Museum, Yorkshire

Ted Hughes OM OBE (* 17. August 1930 als Edward James Hughes in Mytholmroyd in West Yorkshire, England; † 28. Oktober 1998 in London) war ein englischer Dichter und Schriftsteller.

## Leben und Wirken

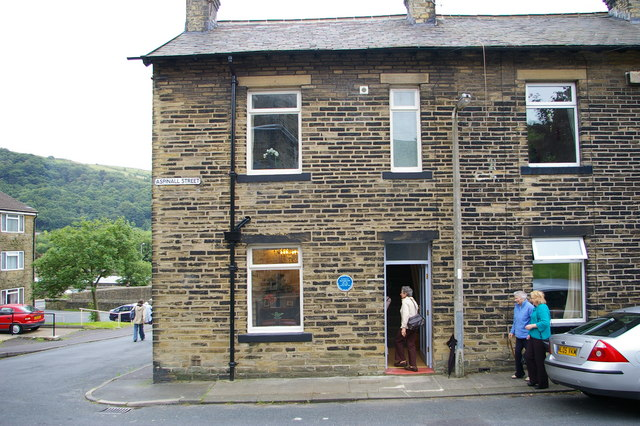
Hughes’ Geburtshaus in Mytholmroyd, Yorkshire

Ted Hughes wuchs in Mexborough, einer Stadt in South Yorkshire, auf. Nach dem Abschluss der dortigen Schule diente er zwei Jahre als Radiomechaniker in der Royal Air Force, bis er schließlich mit seinem Studium zunächst der englischen Literatur, später der Archäologie und Anthropologie an der Universität Cambridge begann, das er 1954 erfolgreich abschloss. Er gründete mit einigen Freunden die literarische Zeitschrift St Botolph’s Review. Auf einer Studentenfeier traf er die damals unbekannte Schriftstellerin Sylvia Plath. Schon ihr erstes Aufeinandertreffen deutete auf die kommende turbulente Liebesbeziehung der beiden hin (Sylvia soll Ted in die Wange gebissen haben). Sie heirateten im Juni 1956 und hatten zwei Kinder miteinander, Frieda Rebecca (1960) und Nicholas Farrar (1962–2009, Freitod) nach einer Fehlgeburt im Februar 1961.
Nach seinem Studium schlug sich Hughes einige Jahre als Gärtner, Zoowärter, Nachtwächter und Lektor eines Filmstudios durch, bevor er 1957 seinen ersten Gedichtband The Hawk in the Rain veröffentlichte, mit dem er internationales Ansehen erlangte. Hughes bevorzugt bereits hier die Form des Tiergedichtes mit einer allerdings weiten Spanne zwischen den einzelnen Gedichten. So versucht er beispielsweise in The Horses das Wesen der Tiere zu erfassen, während er in The Thought Fox den Prozess der Entstehung des Gedichtes mit dem Weg des Fuchses durch eine Schneelandschaft in Beziehung bringt. Dieses Gedicht markiert den Beginn einer schöpferischen Einfühlsamkeit und Sensibilität, die es Hughes scheinbar mühelos ermöglicht, Pferde und Falken, Forellen und Lachse, Mücken und Mauersegler, sogar Topfblumen und Disteln in sein lyrisches Werk einzubeziehen, ohne ihnen ihre „Unnahbarkeit“ oder kreatürliche Eigenart zu nehmen. Stattdessen ist Hughes in seiner Tierlyrik etwa in The Jaguar oder The Bull Moses bestrebt zu verdeutlichen, dass das Animalische sogar im Käfig hinter Schloss und Riegel ein „Freigänger“ bleibt.
Im Jahre 1957 zog er gleichzeitig mit Sylvia Plath nach Massachusetts, wo er vorübergehend Englisch und kreatives Schreiben an der dortigen Universität lehrte. Im Dezember 1959 kehrten beide nach London zurück und zogen schließlich ins ländliche Devon. 1960 veröffentlichte Hughes seinen zweiten Gedichtband unter dem Titel Lupercal, in dem er sich darum bemüht, alle Formen einer romantisierenden, sentimentalen Lyrik zu zerstören, um auf diese Weise das Verhalten der Menschen den Tieren gegenüber auf eindringliche Weise zu charakterisieren. Für das Werk erhielt er 1961 den Hawthornden-Preis.
Sylvia Plath litt zum damaligen Zeitpunkt bereits seit Jahren an schweren Depressionen und beschuldigte ihren Mann Ted anfangs zu Unrecht und schließlich doch zu Recht, ihr untreu zu sein. Er begann ein Verhältnis mit Assia Wevill, die von ihm schwanger wurde. Sylvia Plaths Suizid am 11. Februar 1963 in London traf ihn hart, brachte ihm aber auch Vorwürfe ein, insbesondere aus den wachsenden Reihen von Plaths Anhängerschaft. Sein eigenes Schreiben trat in den folgenden Jahren in den Hintergrund, er beschäftigte sich vor allem mit Sylvia Plaths literarischem Nachlass. 1967 erschien dann sein Sammelband Wodwo mit Gedichten und Kurzgeschichten, dessen Titel aus der Ritterromanze Sir Gawain and the Green Knight entnommen ist und von der Bedeutung her einem Waldgeist entspricht. In diesem Band finden in besonderer Weise Hughes’ Studien im Bereich der Mythologie, der Völkerkunde und der okkulten Wissenschaften ebenso ihren Niederschlag wie seine Lektüre von Robert Graves’ The white goddess (1948, dt.: Die weiße Göttin).
In der erstmals 2006 veröffentlichten Biografie A Lover of Unreason: The Life and Tragic Death of Assia Wevill versuchen die Autoren Jehuda Koren und Eilat Negev die Beziehung zwischen Assia Wevill und Ted Hughes im Wesentlichen aus dem Blickwinkel von Assia in ein neues Licht zu rücken. Ihre allerdings nicht unstrittige Darstellung der über 40 Jahre zurückliegenden Beziehung zwischen Hughes und Wevill steht dabei in deutlichem Kontrast zu dem Bild, das in der zuvor erschienenen biografischen Literatur über das komplexe Beziehungsgeflecht zwischen Hughes, Plath und Wevill gezeichnet wird.
Korens und Negevs Behauptungen zufolge hielt Hughes seine Beziehung mit Assia Wevill, mit der er nach Sylvia Plaths Tod zusammenlebte, spätestens seit dem Suizid seiner Frau für zum Scheitern verurteilt. Nachdem ihre erste gemeinsame Schwangerschaft nach Sylvias Selbstmord abgebrochen worden war, brachte Assia am 3. März 1965 eine Tochter, Alexandra Tatiana Elise, genannt Shura, zur Welt, während sie weiterhin mit David Wevill verheiratet war. Nach der Darstellung von Koren und Negev gab Hughes nie öffentlich zu, Shuras Vater zu sein, glaubte aber laut seiner Schwester an seine Vaterschaft. Er hatte Beziehungen zu anderen Frauen und war, wie Koren und Negev annehmen, nicht bereit, Assia jemals zu heiraten. Er soll sie sogar wie eine Haushaltshilfe behandelt haben, was allerdings von Zeitzeugen aus dem Freundes- und Bekanntenkreis wie beispielsweise Elizabeth Sigmund, einer Freundin Sylvia Plaths, oder Fay Weldon, die Assia und die Familie gut kannte, anders gesehen wird. Sein Gedichtband Capriccio enthält Werke, die auf die Schwierigkeiten in ihrer Beziehung nach dem Tod Sylvia Plaths verweisen. In einem Notizbuch für den Band, der in der British Library aufbewahrt wird, personifiziert Hughes den Einfluss seiner verstorbenen Frau auf Wevill als 'the homicidal ghost' („der tödliche Geist“). Am 23. März 1969 brachte Assia sich und die vierjährige Shura auf dieselbe Art um, auf die sich zuvor Sylvia Plath das Leben genommen hatte. In einem Brief an Assias Schwester Celia Chaikin schrieb Hughes später: „Assia was my true wife and the best friend I ever had“ („Assia war meine wahre Ehefrau und der beste Freund, den ich je hatte“).
Im August 1970 heirate Hughes  Carol Orchard, die Tochter eines Farmers aus Devon. Die beiden blieben bis zum Lebensende von Hughes im Oktober 1998 zusammen.
Zwei Jahre nach der Eheschließung kaufte Hughes Moortown, eine Rinderfarm in Devon, die von dem Vater seiner zweiten Frau bis zu dessen Tod 1976 bewirtschaftet wurde. Hughes arbeitet in dieser Zeit als Helfer auf der Farm mit, wobei er seine Eindrücke und Erfahrungen in einem Notizbuch festhielt, das er bei sich führte. Zahlreiche seiner Gedichte, die er 1975 in dem Band Season Songs veröffentlichte, werden Leonard M. Scigaj zufolge „durch die lebendigen Bilder des Bauernlebens bereichert“ („enriched by the vivid imagery of farm life“). Als Ergebnis seiner in grober Versform festgehaltenen Aufzeichnungen verfasste er die 1978 publizierte Gedichtsammlung Moortown Elegies, die ein Jahr später den Einführungsteil von Moortown (Alternativtitel Moortown Diary) bildete.
Hughes veröffentlichte nach seinen Erstwerken weitere bedeutsame Gedichtbände und Kinderbücher. Sein erstmals 1970 erschienener Gedichtzyklus Crow. From the Life and Songs of the Crow, darin enthalten auch das Gedicht Crow’s First Lesson, zählt zu den bedeutendsten Werken der englischen Lyrik des 20. Jahrhunderts. Es stellt den ehrgeizigsten Versuch Hughes’ dar, mit einer großangelegten neuen Mythenschöpfung in den Crow-Gedichten die traditionelle christliche Vorstellung der Liebe Gottes durch ein mythisches Gegenbild zu entkräften und zu widerlegen, um die tatsächliche Realität der Moderne mit ihren zerstörerischen Kräften in einer angemessenen neuzeitlichen dichterischen Form zum Ausdruck zu bringen. Crow ist eine Tricksterfigur, die zugleich Gott, Widersacher Gottes, Dämon und Tier in einem darstellt. In seiner Brutalität erinnert Crow an literarische Gestalten wie Shakespeares King Lear oder Senecas Tragödie Oedipus, die Hughes zuvor bearbeitet hatte. Gleicht diese Gedichtsammlung zunächst einer Anti-Theodizee, so wird erst gegen Ende ein grundlegendes Vertrauen in die Kraft des Lebens spürbar.
Hughes hat seine lyrischen Werke zu Lebzeiten stets als autonom betrachtet und sich von Versuchen distanziert, seine Gedichte aus einem autobiografischen Blickwinkel zu betrachten. In einer Reihe von Briefen an den Kritiker Keith Sagar, die erst posthum veröffentlicht wurden, erläutert er jedoch, dass die Crow-Gedichte zu der Zeit, als sie entstanden, Ausdruck seiner Trauer und seines Schmerzes gewesen seien, die er nach dem einschneidendsten Ereignis in seinem Leben, dem Suizid von Sylvia Plath, empfunden habe. Wenngleich aus diesem Schmerz entstanden, beendete Hughes den begonnenen Gedichtzyklus jedoch 1969 abrupt nach dem Tod seiner Geliebten Assia und ihrer gemeinsamen Tochter Shura. Die erschienene Werkausgabe der Crow-Gedichte ist Assia und Shura gewidmet.
In dem 1977 erschienenen Band Gaudette vermischt Hughes Prosa und Poesie miteinander und wählt eine narrative Grundstruktur. Erzählt wird von dem anglikanischen Pfarrer Nicholas Lumb, der von Geistern entführt und durch einen Doppelgänger ausgetauscht wird. An späterer Stelle taucht Lumb wieder als Wanderer durch West-Irland auf und singt im Epilog Lieder zu Ehren der Muttergottheit. In Cave Birds verarbeitet Hughes 1975 erneut mystische Elemente, während er 1979 in Remains of Elmet sich an Photographien von Fay Godwin orientiert, die die Landschaften in Yorkshire festzuhalten versuchen. In den Bänden Moortown (1979) und River (1983) stellt Hughes thematisch vor allem die regenerierende Kraft der Natur als dauerhaftes Element in den Vordergrund. In Moortown schildert er alltägliche Erlebnisse auf der Farm seines Schwiegervaters aus der zweiten Ehe mit Carol Orchard; in River gestaltet er aus unterschiedlichen Perspektiven die Erscheinungsformen eines Flusses und stellt auch hier ein weiteres Mal die Spannweite seines lyrischen Schaffens unter Beweis.
Das Kinderbuch „The Iron Man“ war 1989 Grundlage für ein Rockmusical gleichen Namens von Pete Townshend und wurde 1999 von Brad Bird als Zeichentrickfilm unter dem Titel „Der Gigant aus dem All“ (The Iron Giant) verfilmt. Der Film wurde unter anderem mit dem renommierten BAFTA-Award als bester Kinderfilm des Jahres ausgezeichnet. Er war auch als Übersetzer aktiv, u. a. von Werken Frank Wedekinds und Federico García Lorcas. Von 1984 bis zu seinem Tod war Ted Hughes der so genannte poet laureate, der von der britischen Königin berufene Nationaldichter. Sein Nachfolger in dieser Position war Andrew Motion.
Sein letztes Werk Birthday Letters wurde einige Monate vor seinem Tod veröffentlicht und kann als Aufarbeitung seiner Beziehung zu Sylvia Plath verstanden werden. Es wurde zum Bestseller und gewann etliche Preise. Kurz vor seinem Tod wurde Hughes von Königin Elisabeth II. in den prestigeträchtigen Order of Merit (OM) aufgenommen, dessen reguläre Mitgliedschaft auf nur 24 Personen begrenzt ist. Im selben Jahr wurde er mit dem T. S. Eliot Prize ausgezeichnet. Am 28. Oktober 1998 starb Edward James Hughes mit 68 Jahren nach einem Krebsleiden an einem Herzanfall. Die Trauerfeier für ihn fand in North Tawton statt, worauf er in Exeter eingeäschert wurde. Seine Asche wurde im Dartmoor verstreut.
2003 entstand der Film Sylvia mit Gwyneth Paltrow und Daniel Craig in den Hauptrollen. Der Film behandelt die Beziehung zwischen Ted Hughes und Sylvia Plath von ihrem ersten Treffen bis zum Suizid Sylvias. In ihrem 2015 erschienenen Roman Jij zegt het (deutsch: Du sagst es, 2016) beschreibt die niederländische Schriftstellerin Connie Palmen die Beziehung zu Sylvia Plath aus der Perspektive Ted Hughes’.
Zu Lebzeiten sah Hughes sich zahlreichen Kritiken oder sogar Anfeindungen ausgesetzt; so wurden ihm neben einer Mitschuld am Freitod seiner Frau beispielsweise Primitivismus, Gewaltverherrlichung (poetry of violence), thematische Enge, Antirationalismus und mythopoetische Verdichtung vorgeworfen. Postum wurde Hughes von den Literaturkritikern dann allerdings nahezu einhellig zu einer der markantesten Dichterpersönlichkeiten der zweiten Hälfte des 20. Jahrhunderts erklärt.

## Wichtige Werke
- The Hawk in the Rain. (1957)
- Lupercal. (1960)
- Wodwo. (1967)
- Poetry in the Making. (Essays über das Schreiben) (1967)
- Crow. From the Life and the Songs of the Crow. (1970)
  - Crow’s First Lesson. (1970)

- Gaudete. (1977)
- Cave Birds. (1978)
- Remains of Elmet. (1979)
- Moortown. (1979)
- River. (1983)
- Flowers and Insects. (1986)
- Wolfwatching. (1989)
- Shakespeare and the Goddess of Complete Being. (Studie zu Shakespeare) (1992)
- Winter Pollen. Occassional Prose. (Essays) (1994)
- Difficulties of a Bridegroom. (Kurzgeschichten) (1995)
- Birthday Letters. (1998)

Für Kinder:
- Meet My Folks! (Gedichte, Lyrik)
- How the Whale Became.
- The Iron Man.
- The Iron Woman.
- Tales of the Early World.
- The Dreamfighter and other Creation Tales.
- Moon Whales. (Gedichte)
- Season Songs. (Gedichte)
- What is the Truth. (Gedichte)
- The Cat and the Cuckoo. (Gedichte)
- The Mermaid’s Purse. (Gedichte)

Deutsche Übersetzungen:
- Ted Hughes: Krähe: Aus dem Leben und den Gesängen der Krähe. (Übers. v. Elmar Schenkel)
- Ted Hughes: Gedichte. (Übers. v. Ulrich Horstmann)
- Ted Hughes: Birthday Letters. (Übers. v. Andrea Paluch und Robert Habeck)
- Ted Hughes: Der Tiger toetet nicht. (Übers. v. Jutta und Wolfgang Kaußen)
- Ted Hughes: Wie Dichtung Entsteht. (Essays, übers. v. Jutta Kaußen, Wolfgang Kaußen u. Claas Kazzer)
- Ted Hughes: Prometheus auf seinem Felsen. Insel-Bücherei 1230 (übers. v. Jutta Kaußen)
- Ted Hughes: Etwas muß bleiben. (Übers. v. Jutta und Wolfgang Kaußen)

Für Kinder:
- Ted Hughes: Der Eisenmann. (Übers. v. U.-M. Gutzschhahn)
- Ted Hughes: Wie der Wal erschaffen wurde und andere Geschichten. (Übers. v. Karin Polz)
- Ted Hughes: Der Rüssel und andere Geschichten vom Anfang der Welt. (Übers. v. U.-M. Gutzschhahn)

Vertonungen von Gedichten Ted Hughes’:
- Paul Crabtree: Songs at Year’s End. Vier Gesänge nach Gedichten von Ted Hughes. Für fünfstimmig gemischten Chor a cappella. Berlin 2006. (There came a Day; The Seven Sorrows; Snow and Snow; The Warm and the Cold)